# Martigné-sur-Mayenne
Martigné-sur-Mayenne là một xã thuộc tỉnh Mayenne trong vùng Pays de la Loire tây bắc nước Pháp. Xã này nằm ở khu vực có độ cao trung bình 131 mét trên mực nước biển.